# Las Nieves
Las Nieves é um município de  segunda classe de renda municipal (d) na província Agusan do Norte, nas Filipinas. De acordo com o censo de 1 de maio  de  2020 possui uma população de 30 240 pessoas e 6 513 domicílios.